# Danny Willett
Daniel „Danny“ John Willett (* 3. Oktober 1987 in Sheffield) ist ein englischer Berufsgolfer der European Tour. Im April 2016 konnte er mit dem Masters in Augusta sein erstes Major-Championship gewinnen.

## Amateur
Als Amateur konnte Willett im Jahr 2007 die Englische Amateurmeisterschaft gewinnen und war Mitglied des Walker Cup Teams. Im Jahr 2008 führte er die Weltrangliste der Amateure an.

## Professional
Im Jahr 2008 wechselte Willett ins Profilager. Die Tourkarte für die European Tour im Jahr 2009 erreichte er über die Qualifying School. Mit 8 Top-Ten-Platzierungen und einem 58. Platz in der Geldrangliste schloss er sein erstes Jahr als Professional erfolgreich ab. Im Jahr 2012 konnte er mit der BMW International Open in Köln seinen ersten Sieg auf der European Tour feiern.

### Masters Sieg 2016
Willett konnte sich seinen ersten Major-Sieg beim Masters durch eine Schlussrunde mit 5 Schlägen unter Par sichern. Er profitierte dabei von einem Zusammenbruch des Vorjahressiegers Jordan Spieth, als dieser auf Loch 10 mit 5 Schlägen führend seine Führung innerhalb der 3 Loch des „Amen Corners“ verspielte. Spieth unterlief u. a. am kurzen Par 3 des 12. Loches ein Score von 7 Schlägen. Willett konnte das Turnier dann mit 3 Schlägen Vorsprung vor Jordan Spieth und seinem Landsmann Lee Westwood gewinnen. Er war damit der erste englische Masters Sieger seit Nick Faldo 1996.

## Amateur Siege (4)
- 2007: Yorkshire Amateur, Englische Amateurmeisterschaft
- 2008: Australian Amateur Stroke Play Championship, Spanish Amateur Open Championship

## Profi Siege (8)

### PGA Tour (1)
- 2016: The Masters

### European Tour (8)
- 2012: BMW International Open
- 2015: Nedbank Golf Challenge, Omega European Masters
- 2016: Omega Dubai Desert Classic, The Masters
- 2018: Dubai World Championship
- 2019: BMW PGA Championship
- 2021: Alfred Dunhill Links Championship

Major Championships sind fett gedruckt.

## Ergebnisse bei Major Championships
| Turnier               | 2010 | 2011 | 2012 | 2013 | 2014 | 2015 | 2016 | 2017 | 2018 |
| --------------------- | ---- | ---- | ---- | ---- | ---- | ---- | ---- | ---- | ---- |
| The Masters           | DNP  | DNP  | DNP  | DNP  | DNP  | T38  | 1    | CUT  | CUT  |
| U.S. Open             | DNP  | DNP  | DNP  | DNP  | T45  | CUT  | T37  | WD   | CUT  |
| The Open Championship | DNP  | CUT  | DNP  | T15  | CUT  | T6   | T53  | 76   | T24  |
| PGA Championship      | CUT  | DNP  | DNP  | T40  | T30  | T54  | T79  | CUT  | CUT  |

| Turnier               | 2019 | 2020 | 2021 | 2022 | 2023 | 2024 | 2025 |
| --------------------- | ---- | ---- | ---- | ---- | ---- | ---- | ---- |
| The Masters           | CUT  | T25  | CUT  | T12  | CUT  | T45  | T42  |
| PGA Championship      | T41  | CUT  | T64  | DNP  | CUT  | DNP  | DNP  |
| US Open               | T12  | CUT  | DNP  | DNP  | DNP  | DNP  | DNP  |
| The Open Championship | T6   | KT   | T33  | T53  | T68  | DNP  | DNP  |

LA= Bester Amateur

DNP = nicht teilgenommen

CUT = Cut nicht geschafft

„T“ geteilte Platzierung

KT = Kein Turnier (Ausfall wegen Covid-19)

Grüner Hintergrund für Sieg

Gelber Hintergrund für Top 10.

## Teilnahme an Mannschaftswettbewerben
Amateur
- Jacques Léglise Trophy (für Großbritannien & Irland): 2005
- Walker Cup (für Großbritannien & Irland): 2007

Professional
- World Cup (für England): 2013
- EurAsia Cup (für Europa): 2016 (Sieger)
- Ryder Cup (für Europa): 2016